# (5382) McKay
(5382) McKay es un asteroide perteneciente al cinturón de asteroides, descubierto el 8 de mayo de 1991 por Robert H. McNaught desde el Observatorio de Siding Spring, Nueva Gales del Sur, Australia.

## Designación y nombre
Designado provisionalmente como 1991 JR2. Fue nombrado McKay en honor a Christopher P. McKay, científico espacial y exobiólogo del Centro de Investigación NASA-Ames. Ha hecho numerosas contribuciones fundamentales a la ciencia planetaria y la búsqueda vidas en el Sistema solar, con un interés especial en Marte, Titán, los cometas y la vida microbiana en ambientes hostiles en la Tierra.

## Características orbitales
McKay está situado a una distancia media del Sol de 2,627 ua, pudiendo alejarse hasta 2,874 ua y acercarse hasta 2,381 ua. Su excentricidad es 0,093 y la inclinación orbital 12,79 grados. Emplea 1555,80 días en completar una órbita alrededor del Sol.

## Características físicas
La magnitud absoluta de McKay es 12,5. Tiene 10,281 km de diámetro y su albedo se estima en 0,183. 